# Mata de Caña, Veracruz
Mata de Caña är en ort i Mexiko.   Den ligger i kommunen Cuitláhuac och delstaten Veracruz, i den sydöstra delen av landet, 260 km öster om huvudstaden Mexico City. Mata de Caña ligger 338 meter över havet och antalet invånare är 125.
Terrängen runt Mata de Caña är platt åt sydost, men åt nordväst är den kuperad. Runt Mata de Caña är det ganska tätbefolkat, med 134 invånare per kvadratkilometer. Närmaste större samhälle är Cuitláhuac, 3,4 km nordväst om Mata de Caña. Trakten runt Mata de Caña består till största delen av jordbruksmark.